# Gare de Quimper
Ne doit pas être confondu avec Gare de Quimperlé.
La gare de Quimper est une gare ferroviaire française de la ligne de Savenay à Landerneau, située à proximité du centre-ville de Quimper, préfecture du département du Finistère, en région Bretagne.
Elle est mise en service en 1863 par la compagnie du chemin de fer de Paris à Orléans (PO).
C'est une gare de la Société nationale des chemins de fer français (SNCF), desservie par le TGV (dont Ouigo) et des trains régionaux TER Bretagne.

## Situation ferroviaire
Établie à 6 mètres d'altitude, la gare de bifurcation de Quimper est située au point kilométrique (PK) 684,794 de la ligne de Savenay à Landerneau, entre les gares ouvertes de Rosporden et de Châteaulin. Vers Rosporden s'intercale la gare fermée de Saint-Yvi et vers Châteaulin s'intercalent les gares fermées de Pont-Quéau et Quéménéven.
Elle est l'origine de la ligne de Quimper à Pont-l'Abbé, exclusivement utilisée pour le trafic fret vers l'embranchement particulier du Groupe Doux à Pluguffan.
Elle était également l'origine de la ligne de Quimper à Douarnenez - Tréboul, désaffectée, déposée et réaménagée en voie verte.

## Histoire

### Concession et travaux
La ville de Quimper a la confirmation de l'arrivée du chemin de fer lors de la publication de la loi du 2 mai 1855 qui approuve la concession, à la Compagnie du chemin de fer de Paris à Orléans (PO), d'une ligne de Nantes à Châteaulin, passant par ou près Redon, Lorient et Quimper. La compagnie s'engage à réaliser la section de Lorient à Quimper dans un délai maximal de huit années.
Le tracé de la section est approuvé le 10 août 1860. Cela permet une adjudication des chantiers et leurs ouvertures en 1861 avant la mise en service de la première section de la ligne. Les rails de la voie unique sont posés jusqu'à Quimper en septembre 1862. Le site où l'on établit la gare a été choisi par l'administration en 1858, il est situé à l'ouest de la ville, sur la rive gauche de l'Odet au lieu-dit « les prairies de Choucouren » en face de l'hospice civil. L'emprise de la gare est un vaste espace de 12 hectares dont une partie située sur les territoires des communes de Kerfeunteun et d'Ergué-Armel. Les travaux sont réalisés par les ingénieurs Dubreil et Arnoux sous la direction des ingénieurs en chef Morandière et Desnoyers. Les bâtiments sont réalisés sous la direction de l'architecte de la compagnie Phidias Vestier.

### Inauguration et mise en service
L'inauguration de la section, à voie unique sur une plateforme prévue pour deux voies, entre Lorient et Quimper se déroule en grande pompe dans la nouvelle gare le 7 septembre 1863. La gare comporte notamment un bâtiment voyageurs construit sur un modèle type de la compagnie, il est constitué d'un corps central avec un étage et six ouvertures en façade et deux ailes, sans étage, comportant également six ouvertures. Les matériaux utilisés sont une alternance de briques et de pierres blanches comme les autres édifices de la ligne.
La mise en service officielle de la gare avec l'ouverture de l'exploitation, par la compagnie du PO, a lieu, le lendemain de l'inauguration, le 8 septembre 1863.

La gare en 1863
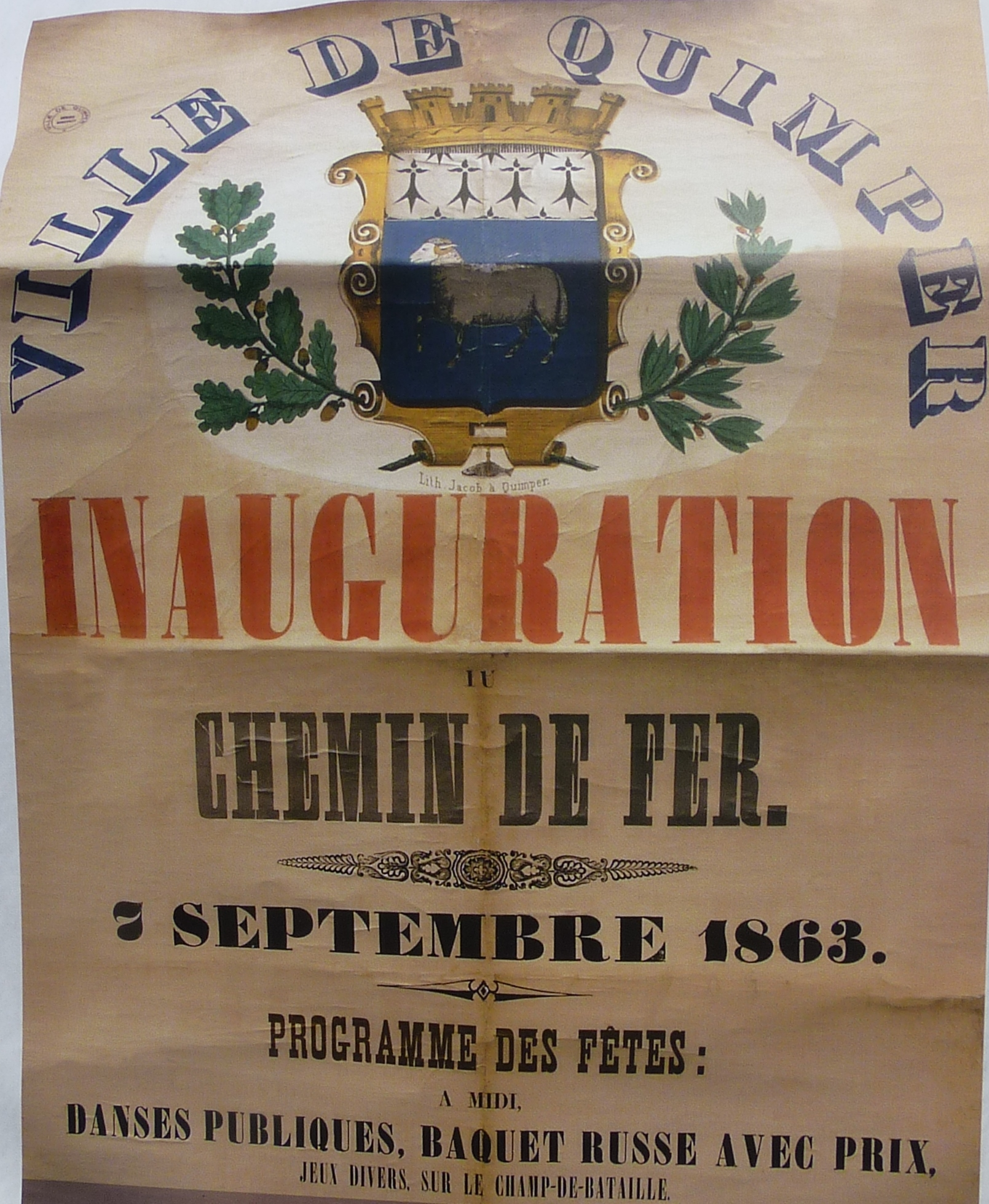
Affiche.
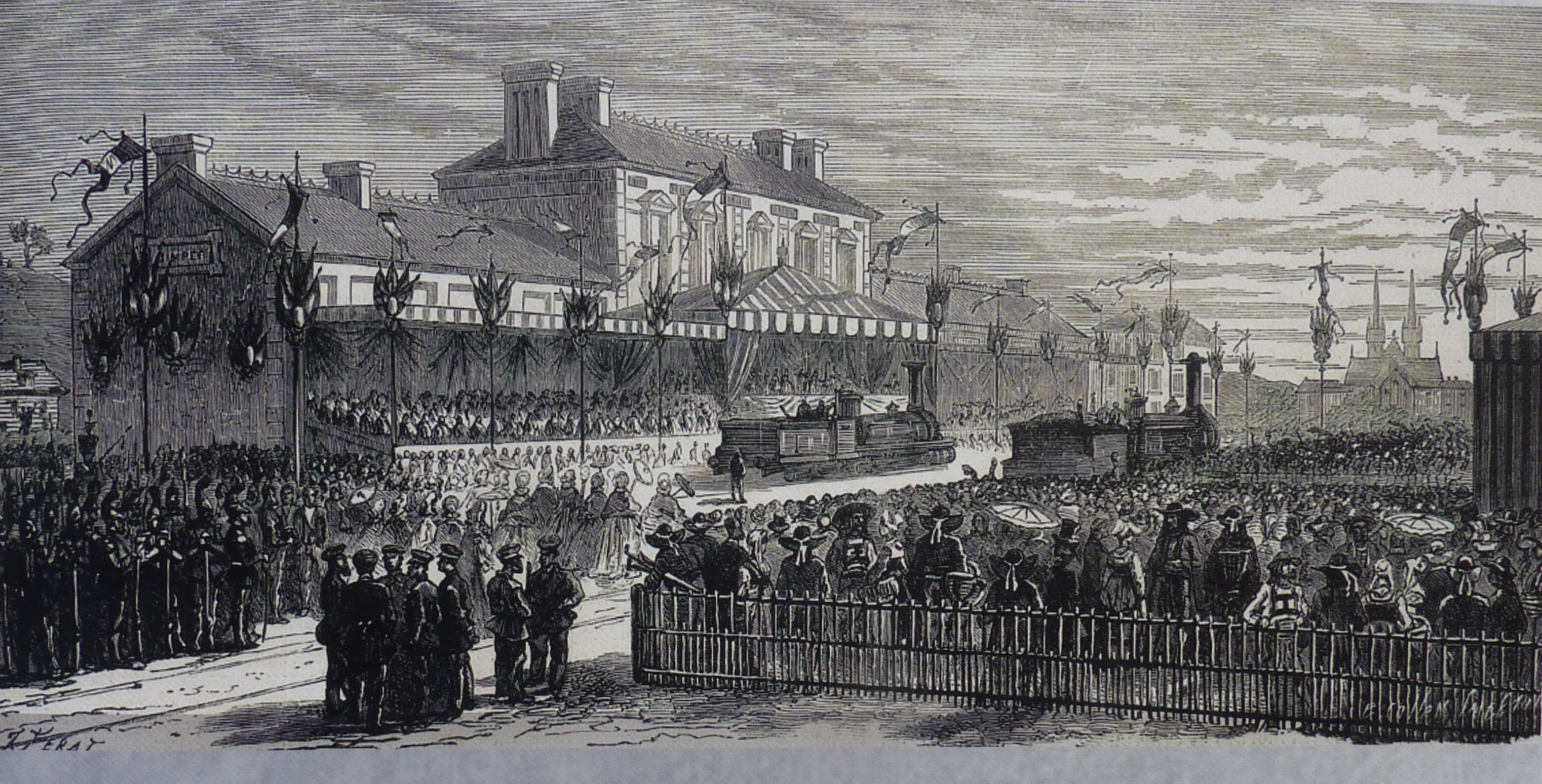
Inauguration.
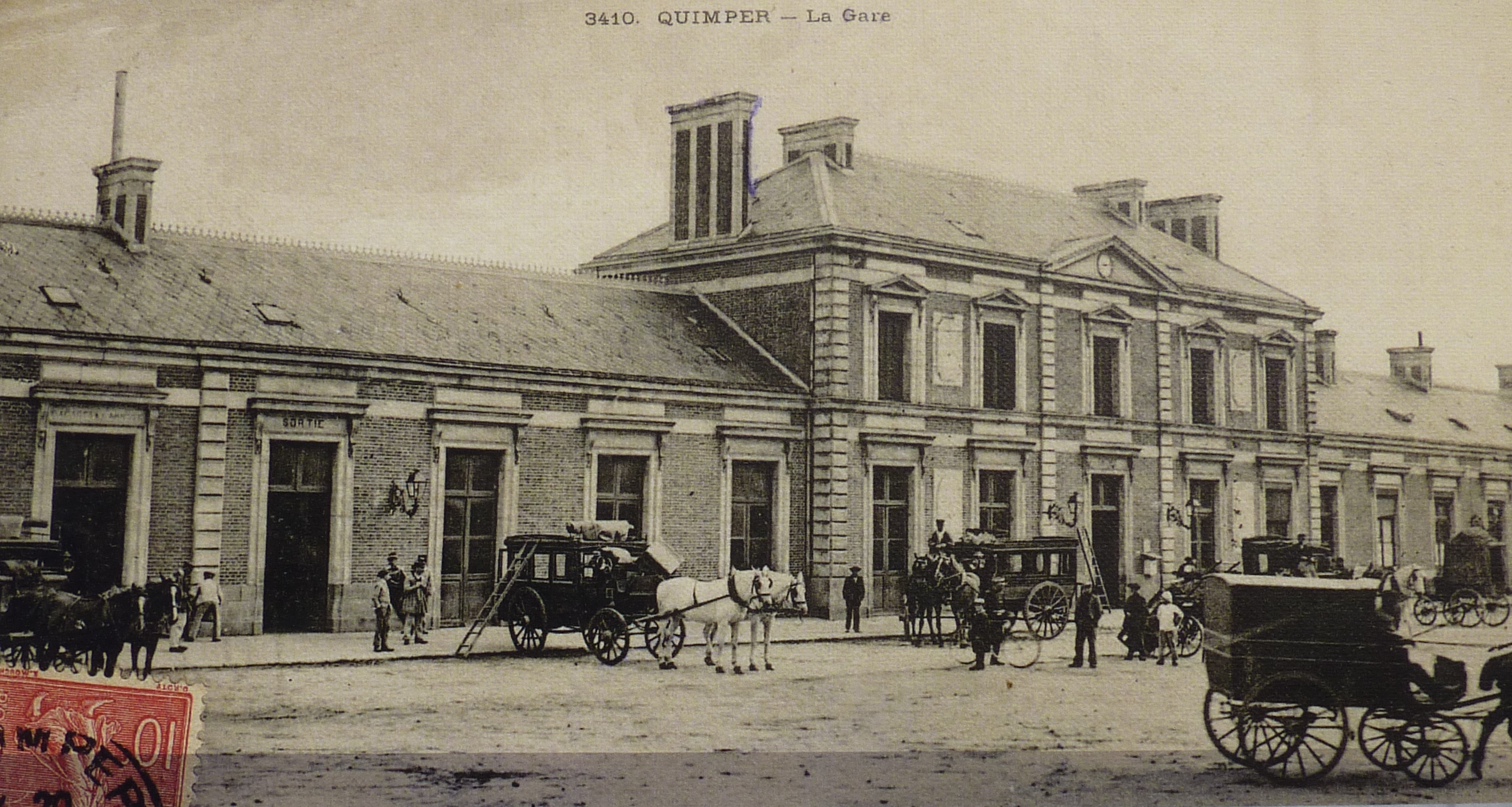
Cour des voyageurs.

### Gare PO
En 1864, un projet de loi s'intéresse au problème posé par cette gare qui s'étend sur 12 hectares situés sur trois communes : Quimper, Kerfeunteun et Ergué-Armel. Les territoires sont redécoupés entre les communes en attribuant à celle de Quimper les terrains utilisés directement par les installations de la gare. La loi est adoptée le 10 mars 1864.
En 1879, les « trains de marée » au départ de la gare de Quimper sont une source de nouveaux marchés vers les grandes agglomérations pour les pêcheurs des ports du littoral breton, comme Douarnenez ou Le Guilvinec, ce dernier pouvant expédier jusqu'à 100 000 maquereaux en une seule journée. Il faut deux heures pour transporter les poissons, dans 150 voitures à cheval, depuis le port jusqu'à la gare, distante de 30 kilomètres. Avec l'ouverture des embranchements de Quimper à Pont-l'Abbé et de Quimper à Douarnenez, elle devient une gare de bifurcation qui nécessite, en 1887, la construction d'une remise pour trois locomotives.

La gare PO au fil du temps
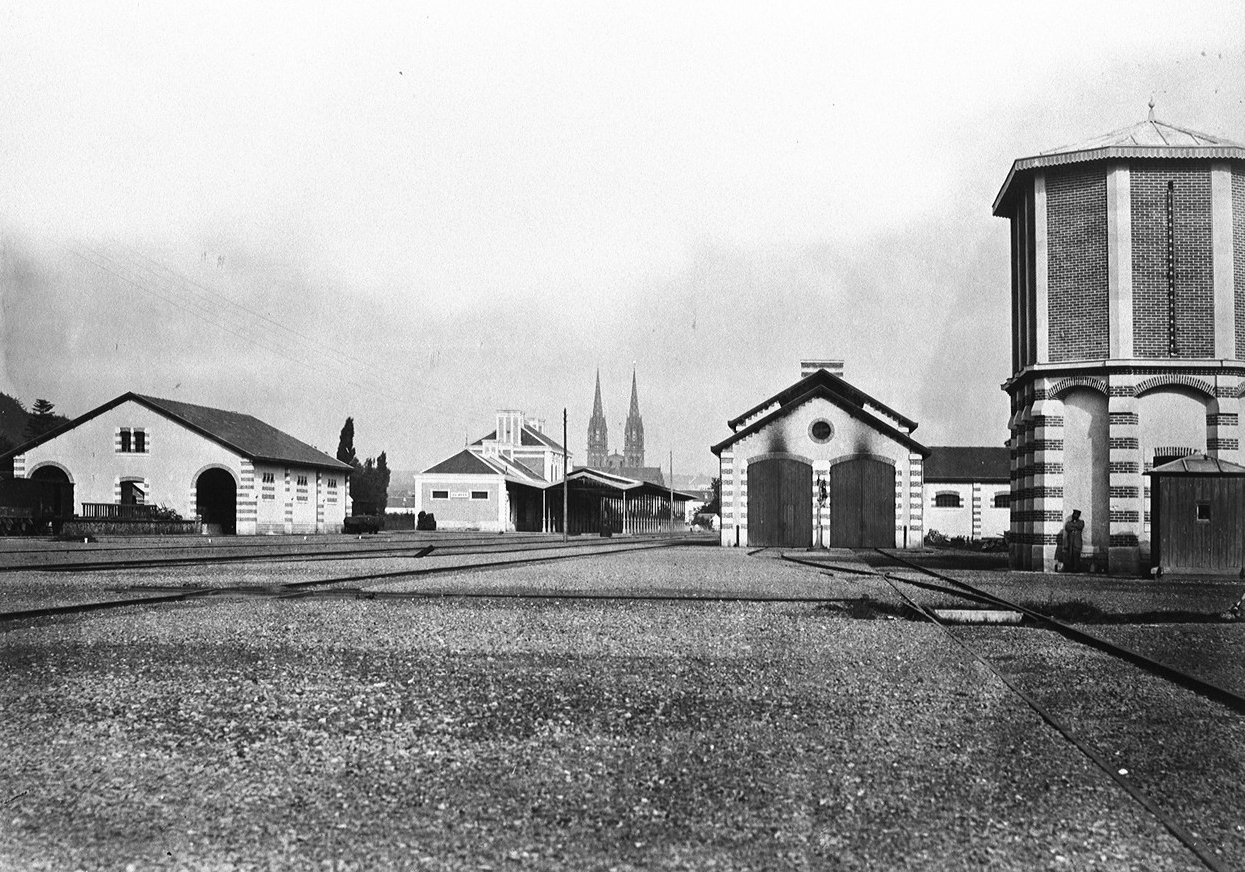
1873, Installations.
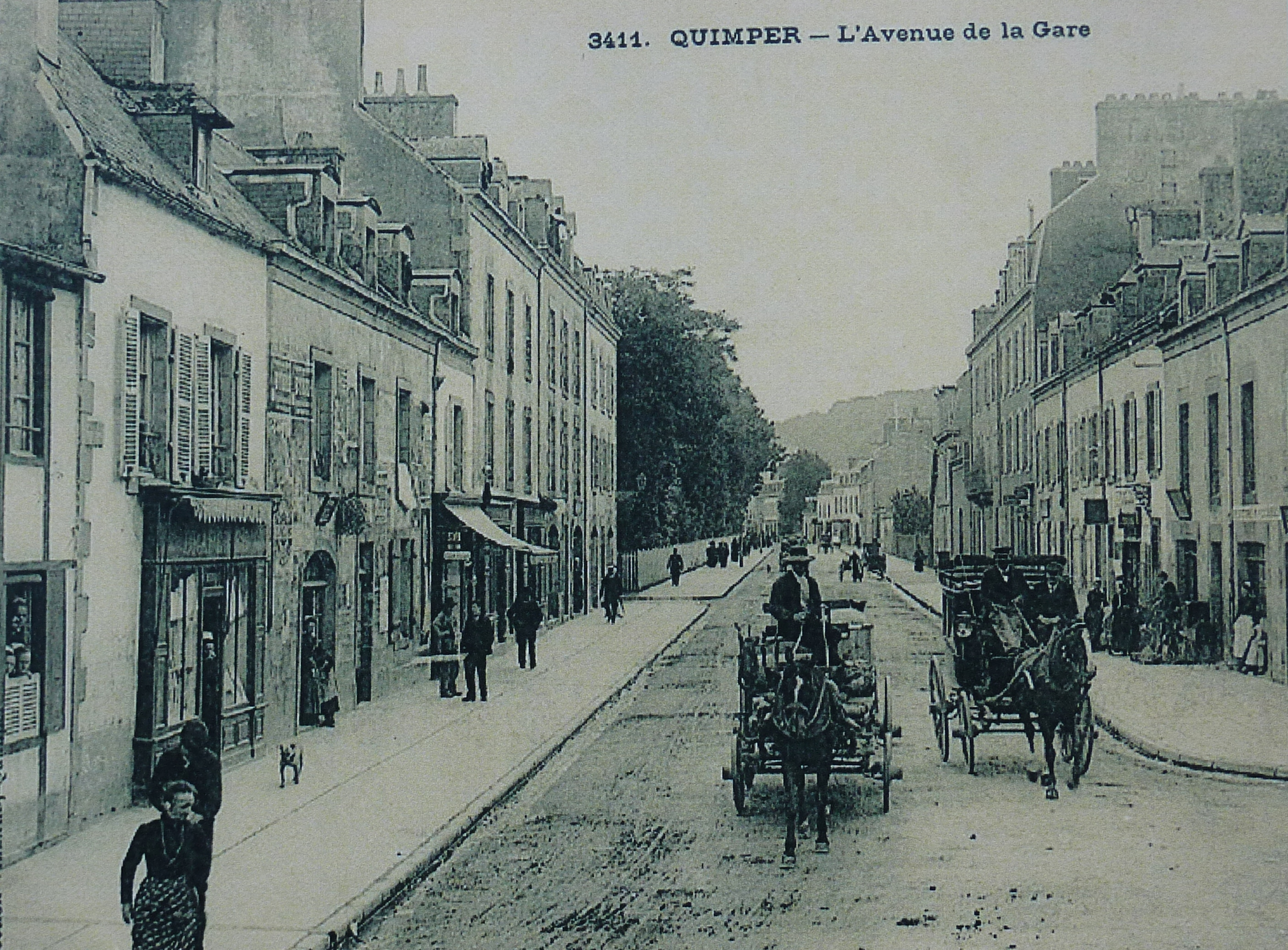
1880, l'avenue de la Gare.
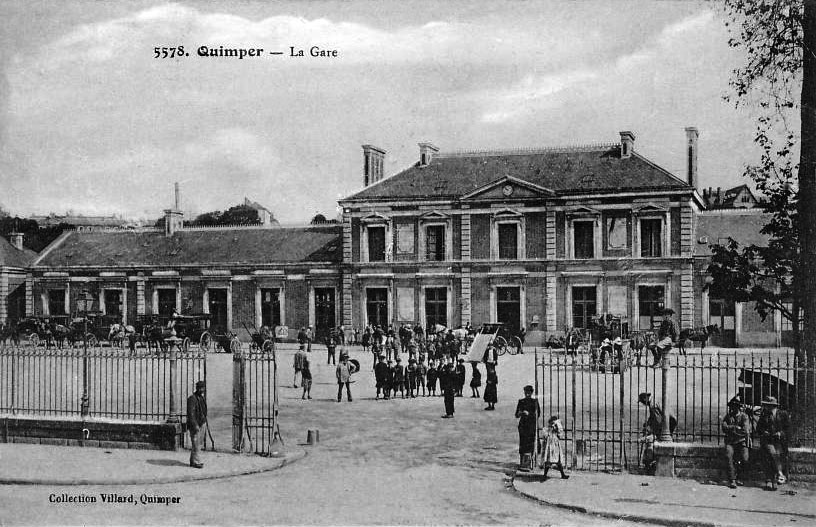
Vers 1900, la cour des voyageurs.

### Gare SNCF
Les installations voyageurs sont complétées et rénovées en 1952-1953. L'infrastructure est modifiée avec, la création d'un souterrain pour le passage sous les voies et l'accès aux quais des voyageurs, et l'allongement et la couverture de ces quais. La décoration du hall du bâtiment voyageurs est renouvelée dans une ambiance locale avec l'installation de fresques en faïences et émaux sur les murs, elles sont offertes par les entreprises de la Faïence de Quimper : « Les costumes de la Bretagne Sud » par Henriot, « La mer et les pêcheurs » par Keraluc, et « Les richesses de la terre, les trésors de la mer » par HB.
Pour la saison estival de 1968, un bureau d'accueil spécifique est construit pour le nouveau service train auto-couchettes (TAC).
L'intérieur du bâtiment voyageurs est refait en 1976. Lors de ce chantier la décoration du hall est modifiée avec la suppression des fresques en faïences remplacées par des peintures de paysages d'Armor et d'Argoat réalisés par André Coupé (1932-2009), peintre régional connu pour ses peintures dans les gares de Lorient, Brest et Saint-Brieuc,,.
A compter du service d'hiver 1992, a lieu la première desserte par un TGV Atlantique venant de la gare de Paris-Montparnasse dont l'électrification est inaugurée le 8 septembre de cette même année. Le temps du parcours entre Quimper et Paris est d'environ 4 h 30 min dans des conditions ordinaires,.
En 2015, les trains Intercités, reliant Quimper à Bordeaux ou Toulouse, sont supprimés.
Évolution du trafic de voyageurs de la gare depuis 2010 :
| Année | Voyageurs | Variation annuelle |
| ----- | --------- | ------------------ |
| 2010  | 946 000   | 0 %                |
| 2011  | 979 000   | +3,5 %             |
| 2012  | 987 000   | +4,3 %             |
| 2013  | 928 000   | -6 %               |
| 2014  | 914 000   | -1,5 %             |
| 2015  | 908 486   | -0,7 %             |
| 2016  | 880 602   | -3,1 %             |
| 2017  | 949 964   | +7,8 %             |
| 2018  | 951 271   | 0 %                |
| 2019  | 1 058 048 | +11,2 %            |
| 2020  | 745 934   | -29,5 %            |

## Service des voyageurs

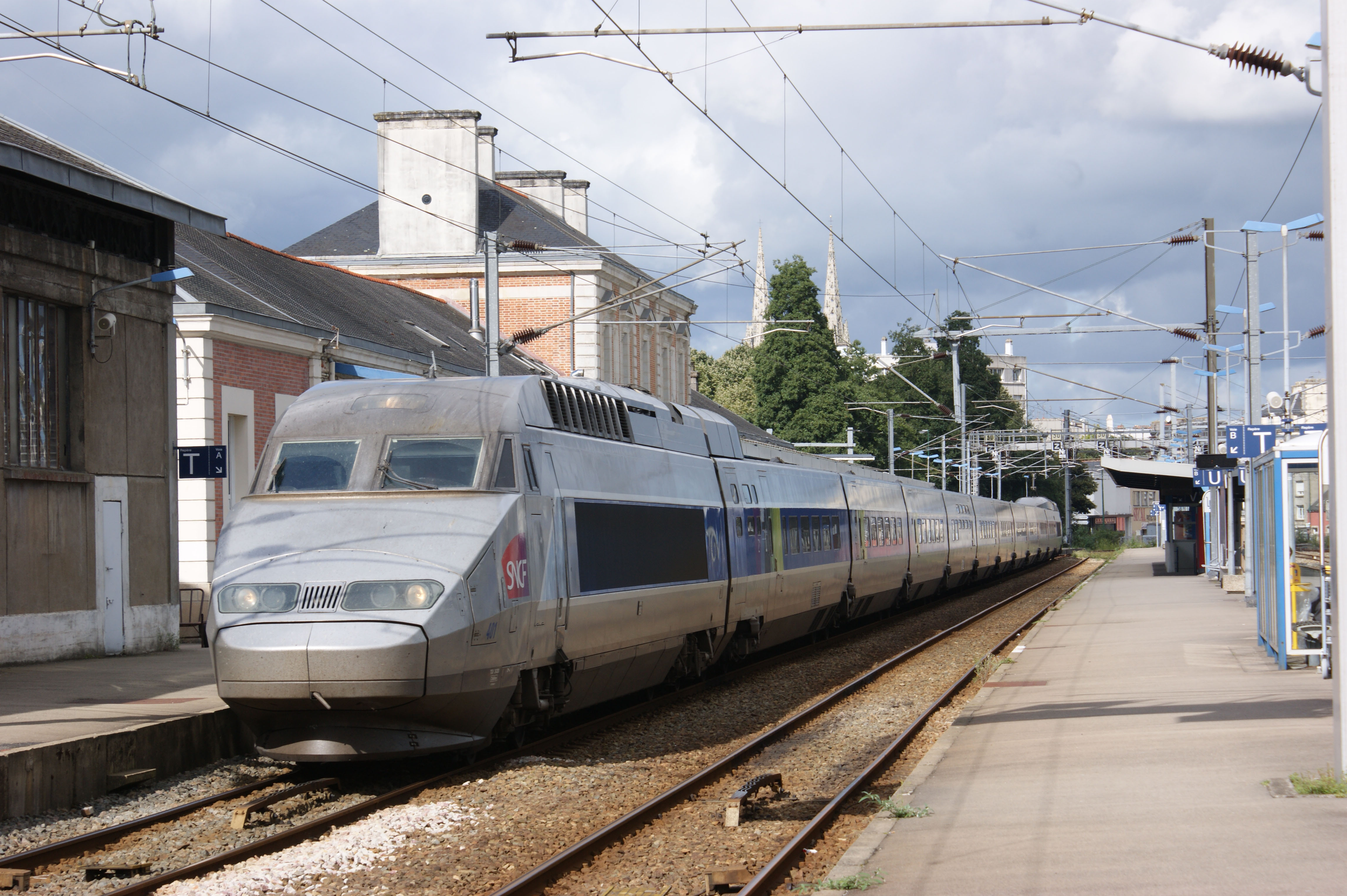
Le TGV Atlantique, rame 401, en attente de départ.

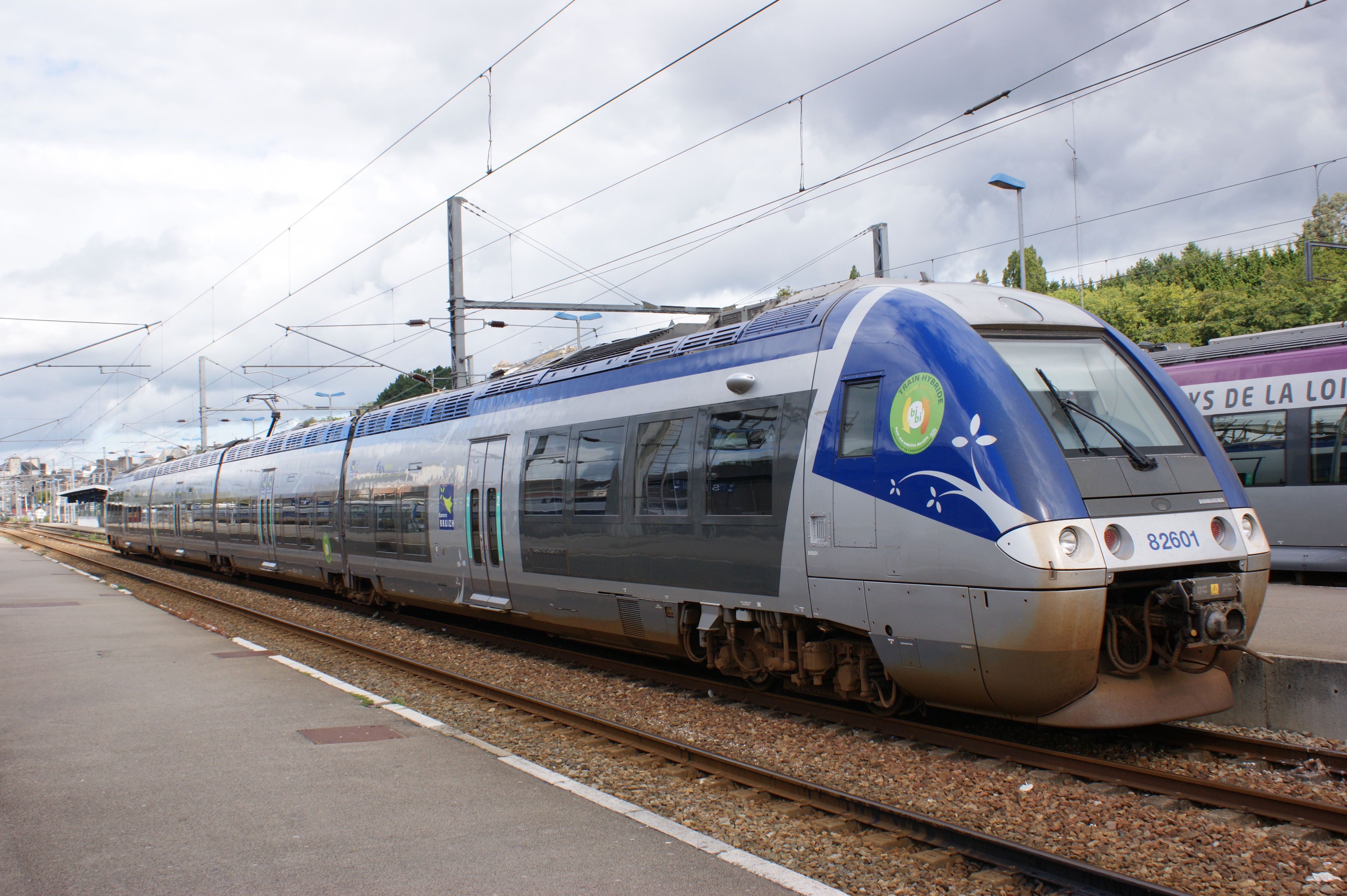
La rame B 82601, assurant un TER, à quai.

### Accueil
Gare SNCF, elle dispose d'un bâtiment voyageurs, avec guichets, ouvert tous les jours. Elle est équipée d'automates pour l'achat de titres de transport et de quais couverts. Elle dispose de divers services, notamment d'un buffet et d'une boutique de presse.
Un passage souterrain permet l'accès aux quais, qui est complété par une passerelle depuis 2023.

### Desserte

#### TGV
La gare est desservie par des TGV inOui et Ouigo, sur la relation entre la gare de Paris-Montparnasse et celle de Quimper, via Rennes et les principales gares du sud de la Bretagne.
En hiver, quelques TGV inOui relient Quimper à Bourg-Saint-Maurice ou Saint-Gervais-les-Bains-Le Fayet.

#### TER
Quimper est desservie par des trains TER Bretagne qui effectuent des missions entre les gares de : Quimper et Rennes, Quimper et Lorient, Quimper et Brest via Landerneau. Des trains TER Bretagne ou TER Pays de la Loire effectuent le service sur la relation entre les gares de Quimper et Nantes.

### Intermodalité
La gare de Quimper dispose d'une plateforme intermodale, avec un parc à vélos et un parking, une gare routière attenante (desservie par le réseau régional BreizhGo) et un arrêt de bus (desservi par le réseau urbain Qub).

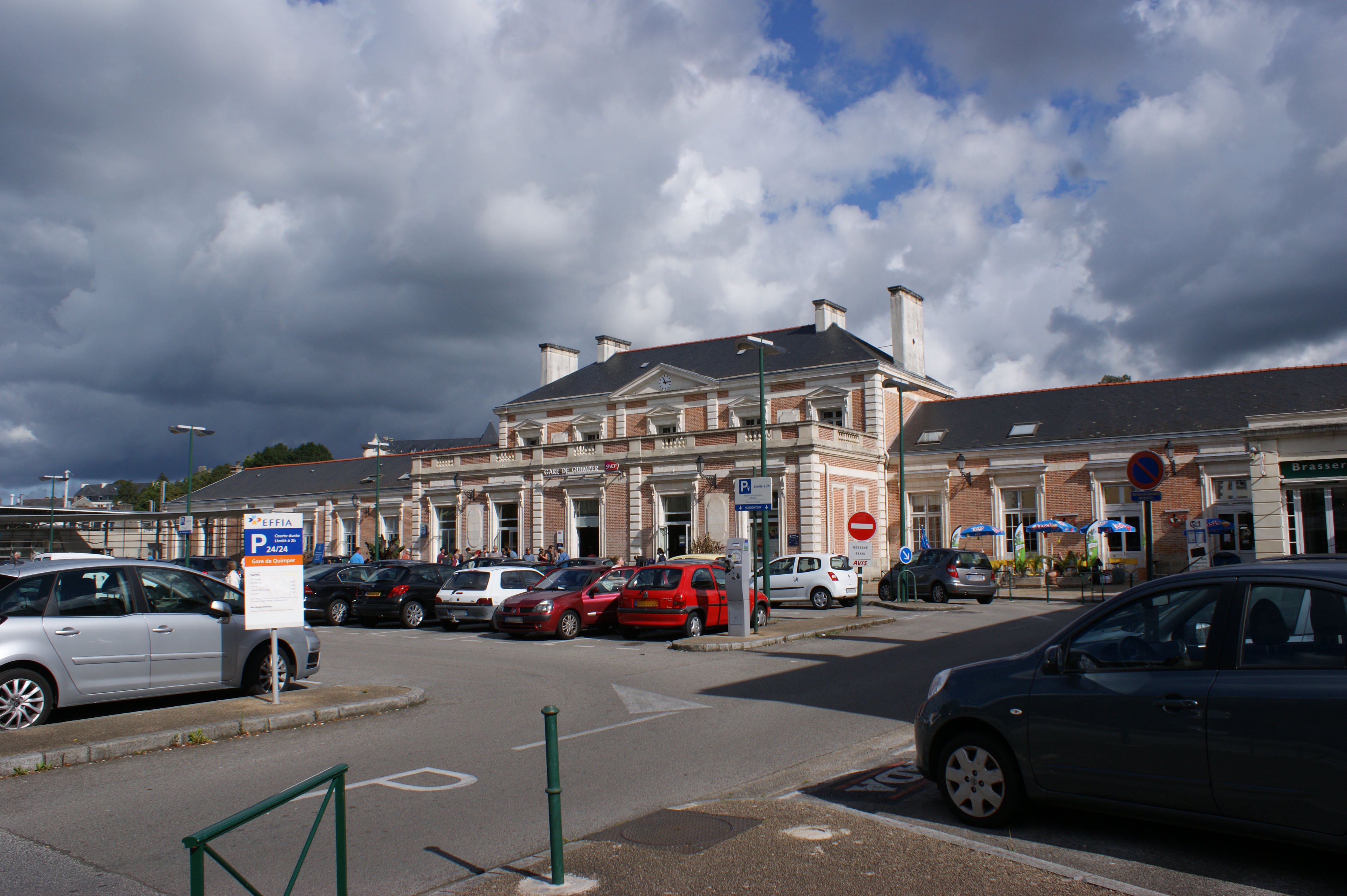
Place de la gare ; à gauche, la gare routière.
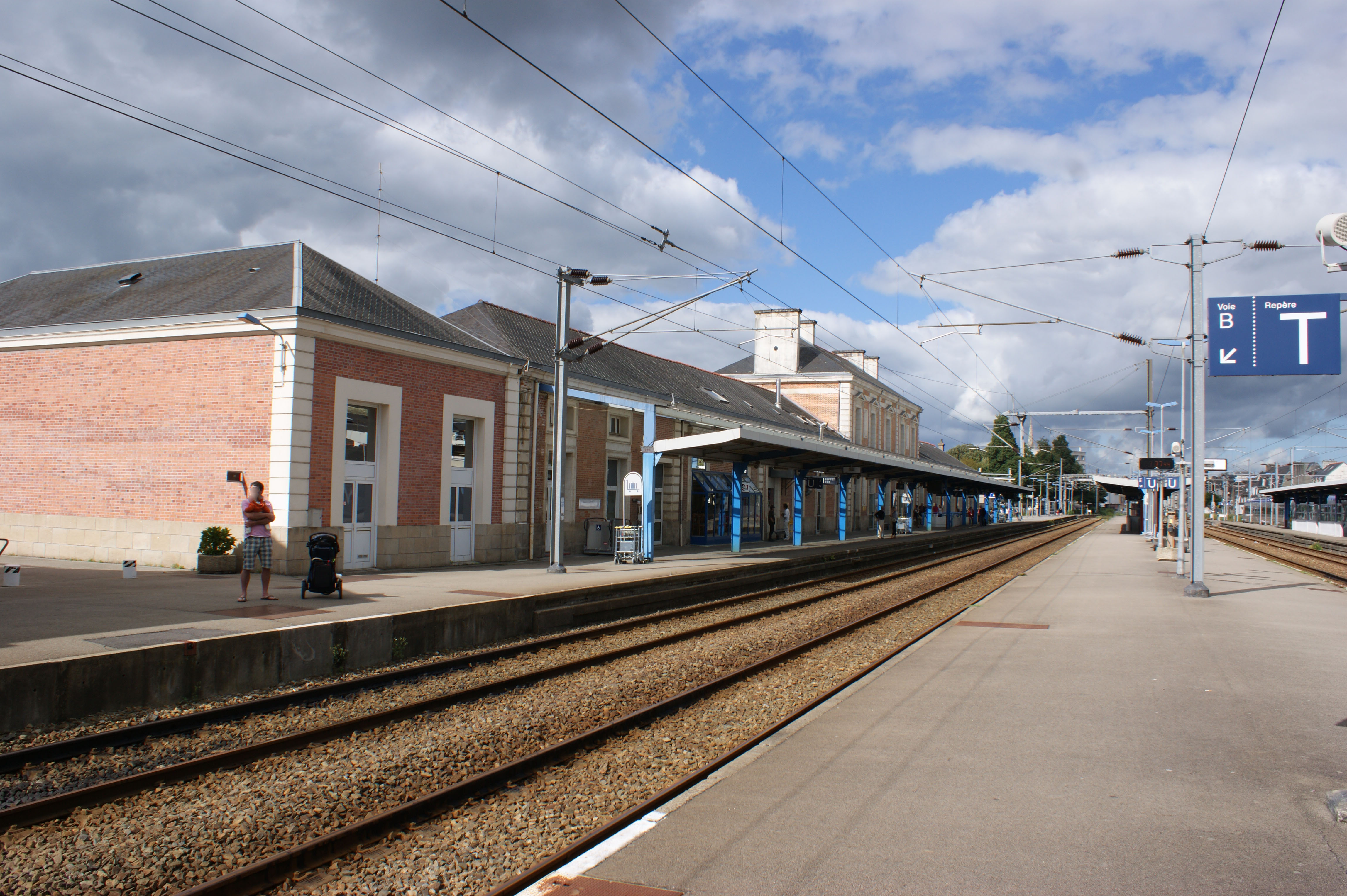
Vue en direction de Landerneau.
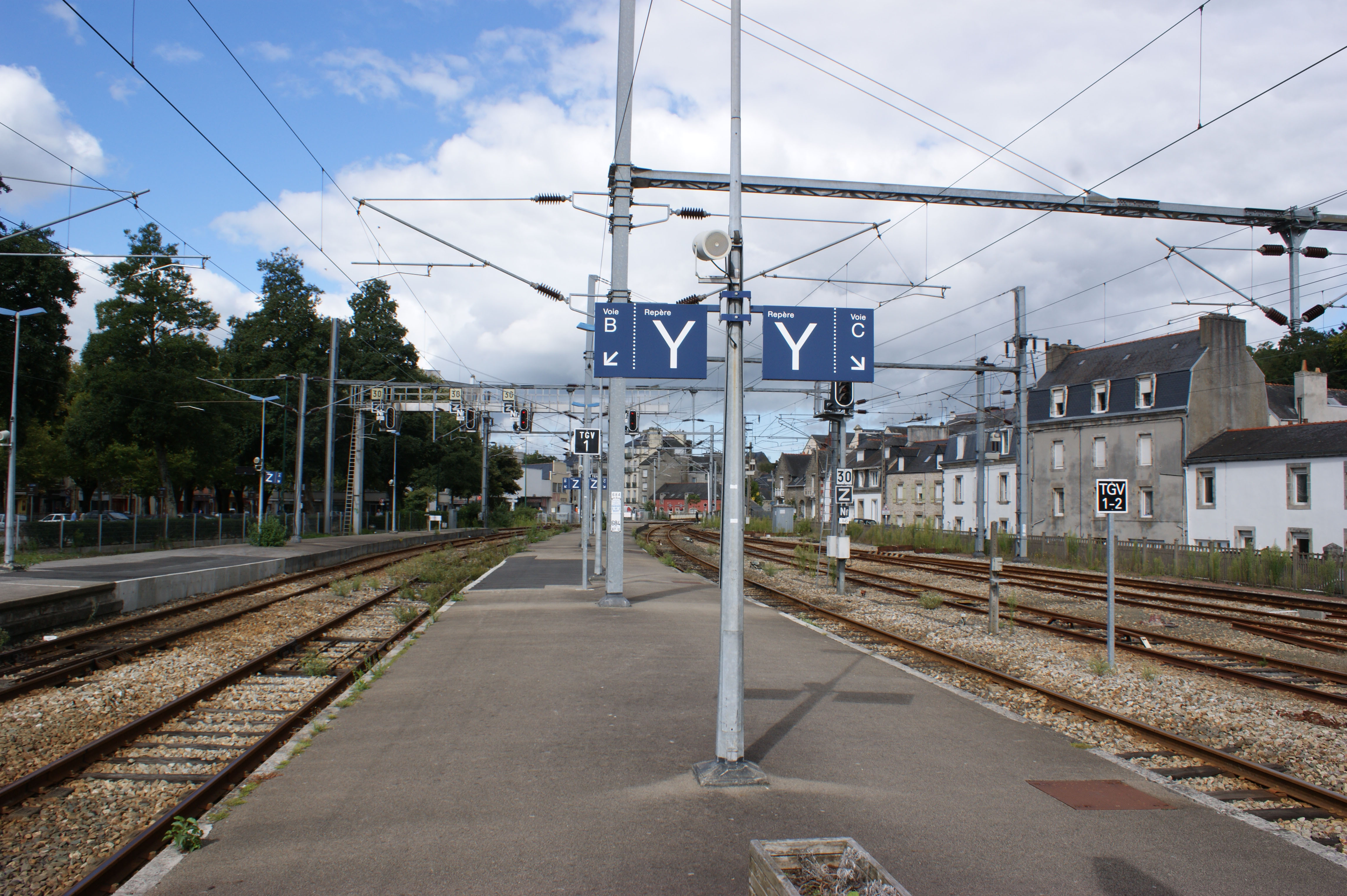
Sortie en direction de Landerneau.

## Service des marchandises
Quimper est ouverte au service du fret, « uniquement au train massif ». Un accord permet à l'Armée d'avoir une desserte par wagon isolé.